# Aspalathus aristata
Aspalathus aristata är en ärtväxtart som beskrevs av Robert Harold Compton. Aspalathus aristata ingår i släktet Aspalathus och familjen ärtväxter. Inga underarter finns listade i Catalogue of Life.